# Ningyang
Ningyang (chinesisch 宁阳县, Pinyin Níngyáng Xiàn) ist ein Kreis in der chinesischen Provinz Shandong. Er gehört zum Verwaltungsgebiet der bezirksfreien Stadt Tai’an. Die Fläche beträgt 1.124 Quadratkilometer und die Einwohnerzahl 754.647 (Stand: Zensus 2010). 1999 zählte er 801.634 Einwohner.
Der Grillen-Kampfsport blickt in Ningyang auf eine über zweitausendjährige Geschichte zurück. Alljährlich findet dort ein Grillenfest statt. Der Verkauf der Tiere bildet einen wichtigen Wirtschaftszweig.